# Anoxia villosa villosa
Anoxia villosa villosa é uma subespécie de insetos coleópteros polífagos pertencente à família Melolonthidae.
A autoridade científica da subespécie é Fabricius, tendo sido descrita no ano de 1781.
Trata-se de uma subespécie presente no território português.